# Czerkasy (gmina w województwie lubelskim)
Czerkasy (1874-1922 Łaszczów) – dawna gmina wiejska w woj. lubelskim. Siedzibą władz gminy były Czerkasy (później jako przedmieście Łaszczowa o nazwie Łaszczów-Czerkasy).
Poprzedniczką gminy Czerkasy była gmina Łaszczów. W 1874 roku gminę przemianowano na gminę Czerkasy (w 1877 roku gmina występuje już pod nową nazwą). Była to jedna z 13 gmin wiejskich powiatu tomaszowskiego guberni lubelskiej. Jednostka należała do sądu gminnego okręgu III w Łaszczowie. W skład gminy wchodziły: Czerkasy, Podhajce, Domaniż, Małoniż, Dobużek, Podlodów, Nabroż, Kmiczyn, Żerniki, Ratyczów, Kryszyn, Staniatyn i osada miejska Łaszczów. Gmina liczyła 4978 mieszkańców. 
W 1919 roku gmina weszła w skład powiatu tomaszowskiego w woj. lubelskim (II Rzeczpospolita). 20 listopada 1922 gmina została zniesiona przez przemianowanie na gminę Łaszczów.